# Tando Adam
Tando Adam (Sindhi: ٽنڊو آدم Urdu: ٹنڈو آدم) ist eine Stadt innerhalb des Distrikts Sanghar in der Provinz Sindh in Pakistan.

## Bevölkerungsentwicklung
| Zensusjahr | Einwohnerzahl |
| ---------- | ------------- |
| 1972       | 19.739        |
| 1981       | 29.239        |
| 1998       | 50.259        |
| 2017       | 152.617       |

## Wirtschaft
Tando Adam ist bekannt für seine Industrien und seine Landwirtschaft; zu den in der Nähe angebauten Pflanzen gehören Zuckerrohr, Weizen, Baumwolle, Bananen und Mangos. Die Stadt besitzt die größte Webmaschinenindustrie in Pakistan.

## Sehenswürdigkeiten
Tando Adam hat eine Reihe von antiken Stätten, darunter Moscheen und Hindu-Tempel. Der Schrein des Dichters Shah Abdul Latif befindet sich 18 Kilometer von Tando Adam entfernt.